# 湘龙街道
湘龙街道为湖南省长沙县所辖，2009年9月设立。范围为原星沙镇辖域京珠高速以西区域，总面积22.63平方公里，设立时总人口6.8万人，辖5个社区居委会、3个建制村，办事处驻潇湘路。